# Креховка
Креховка (укр. Крехівка) — река в Стрыйском районе Львовской области, Украина. Левый приток реки Свича (бассейн Днестра).
Длина реки 23 км, площадь бассейна около 75 км². Долина шириной 1,3-1,5 км. Пойма двусторонняя, шириной до 100 м. Русло умеренно извилистое, шириной в среднем 2-3 м, есть перекаты. Уклон реки 3 м/км. Характерны весенние и летне-осенние паводки. Русло на отдельных участках (особенно в низовьях) зарегулировано.
Берёт начало в лесном массиве на западе села Сыхов. Течёт преимущественно на восток (частично на северо-восток), в приустьевой части — на юго-восток. Впадает в реку Свича к югу от села Подорожное. Наибольший приток — Махлинец (левый).
В прошлом Креховка была левым притоком Днестра и протекала через посёлок городского типа Журавно. Тогда длина реки составляла 29 км, площадь бассейна — 81 км². После изменения русла Креховка стала короче примерно на 6 км.